# Lophiocharon hutchinsi
Lophiocharon hutchinsi is een straalvinnige vissensoort uit de familie van voelsprietvissen (Antennariidae). De wetenschappelijke naam van de soort is voor het eerst geldig gepubliceerd in 2004 door Pietsch.